# Viktorópol
Viktorópol - Викторополь (rus) - és un poble (un possiólok) de l'óblast de Bélgorod, a Rússia. El 2021 tenia 1.144 habitants. Pertany al districte (raion) de Véidelevka.